# 금강사지

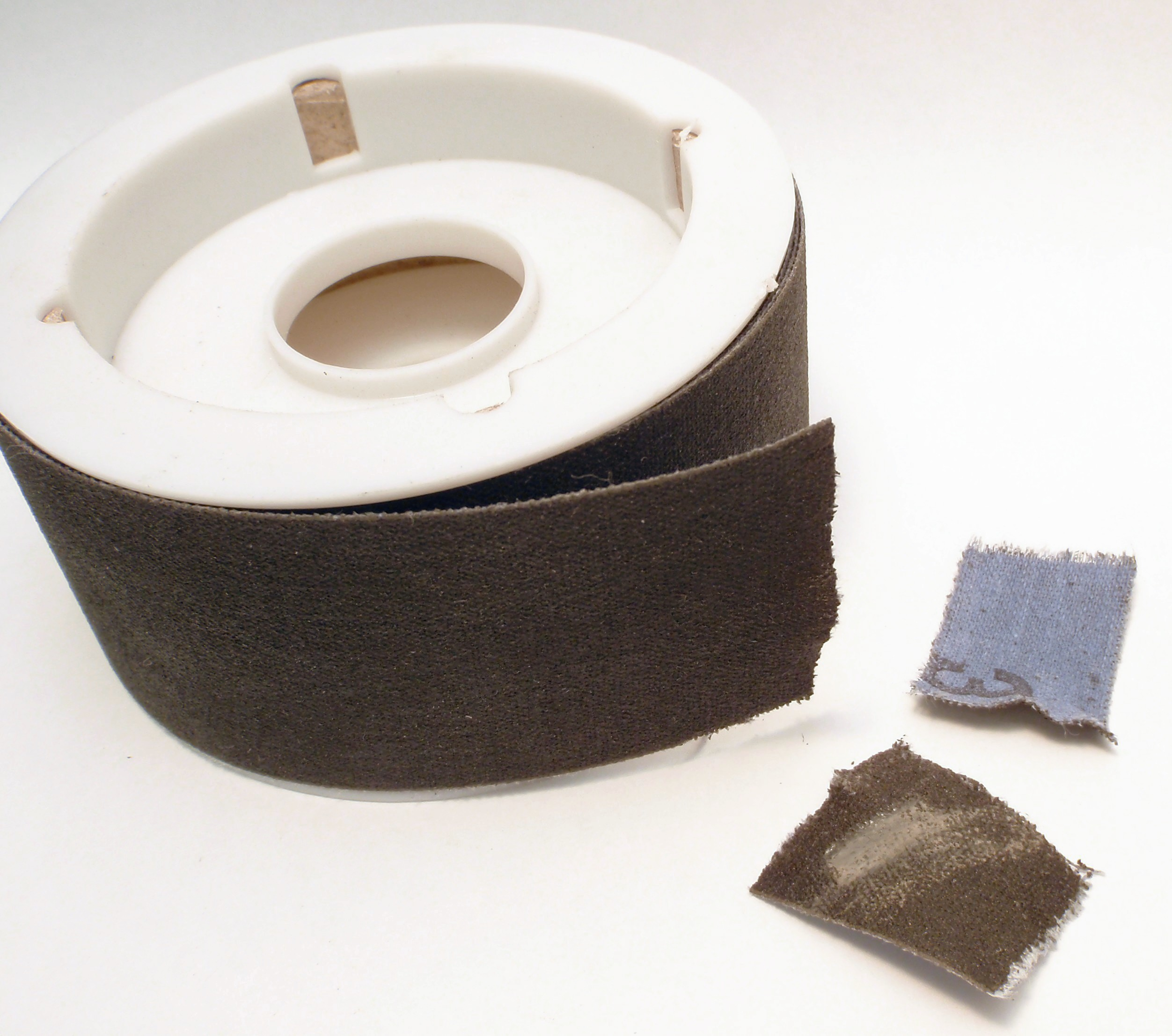

금강사지(Emery cloth)는 금강사를 천에 발라서 만든 연마도구이다. 사포보다 더 질기고 단단하다.
금강사지는 한쪽 면에 연마 물질이 붙어 있는 종이나 천 시트로 구성된 재료 유형이다. 이러한 제품의 현대 제조에서 모래와 유리는 산화알루미늄이나 탄화규소와 같은 다른 연마재로 대체되었다.
금강사지에는 종이나 뒷면, 입자에 사용되는 재료, 입자 크기 및 결합제가 다양하여 다양한 종류가 있다.
금강사지는 다양한 입자 크기로 생산되며 표면을 더 매끄럽게 만들기 위해(예: 페인팅 및 목재 마감) 재료층을 제거하거나(오래된 페인트 등) 표면에서 재료를 제거하는 데 사용된다. 이 경우 표면이 더 거칠어진다(예: 접착 준비). 금강사지의 입자 크기는 일반적으로 입자 크기와 반비례하는 숫자로 표시된다. 20 또는 40과 같은 작은 숫자는 거친 입자를 나타내고 1500과 같은 큰 숫자는 미세한 입자를 나타낸다.